# Patek Philippe
Patek Philippe SA – szwajcarskie przedsiębiorstwo zajmujące się produkcją zegarków, założone w 1839 roku.

## Historia
1 maja 1839 dwóch imigrantów z Polski – Antoni Patek (brał udział w powstaniu listopadowym, był dwukrotnie ranny, awansował do stopnia podporucznika i został odznaczony Złotym Krzyżem Virtuti Militari; po upadku powstania musiał udać się na emigrację) i Franciszek Czapek (zegarmistrz) założyli przedsiębiorstwo pod firmą Patek, Czapek & Cie w Genewie. Zanim Patek nawiązał współpracę z Czapkiem, kupował gotowe mechanizmy zegarków i – wykorzystując swój talent malarski – oprawiał je w ozdobne koperty i sprzedawał z zyskiem. Ich wspólne przedsiębiorstwo wytwarzało zegarki o wysokiej precyzji mechanizmu na zamówienie m.in. dla polskich emigrantów, a także patriotów w kraju. Były to zegarki kieszonkowe, których koperty ozdabiano miniaturami i napisami o treściach patriotycznych i religijnych.
W 1844 roku Patek spotkał się z francuskim inżynierem, Adrienem Philippe w Paryżu, gdzie ten ostatni przedstawił pionierski mechanizm naciągowy z koronką, dzięki któremu nie potrzeba już było używać kluczyka do nakręcania zegarka. W 1845 roku Franciszek Czapek zdecydował się opuścić przedsiębiorstwo i kontynuować działalność samodzielnie, przedsiębiorstwo wówczas zmieniła firmę na Patek & Cie. W 1851 roku Adrien Philippe oficjalnie związał się ze spółką, wówczas ponownie zmieniono firmę na Patek Philippe & Cie. W 1851 roku na wystawie światowej w Londynie przedsiębiorstwo odniosło spektakularny sukces, przedsiębiorstwo Polaka otrzymało złoty medal za swoje wyroby. Na dodatek królowa brytyjska Wiktoria kupiła zegarek Patek Philippe i odtąd nosiła go jako broszkę przy sukni. Patka nabył również książę Albert i zamówiła królowa duńska Luiza na prezent dla męża Christiana IX z okazji 25. rocznicy ślubu. Do grona klientów przedsiębiorstwa dołączali możni tego świata: papież Pius IX (1867), książę egipski Hussein Kamal (1884), król Włoch Wiktor Emanuel III (1897) i wielu innych władców. Spowodowało to, że zegarki zyskały miano króla wśród marek i marki królów.
Sukcesy swe przedsiębiorstwo Patek Philippe uzyskiwało dzięki przestrzeganiu następujących zasad Antoniego Patka: jakość produkowanych zegarków musi być utrzymywana na najwyższym możliwym do osiągnięcia poziomie; trzeba umieć wprowadzać nowe wynalazki i rozwiązania konstrukcyjne, które pozwolą uzyskać przewagę techniczną nad konkurencją. Śmierć założyciela przedsiębiorstwa spowodowała konieczność reorganizacji, co zostało dokonane 23 lipca 1877 roku. W skład spółki weszli dodatkowo Antoine Benassy – zięć A. Philippe’a i syn założyciela domu, Leon Pateck. Wkrótce Philippe wciągnął do niej także swojego syna Emila.
W 1901 roku po raz kolejny zmieniono firmę przedsiębiorstwa na Ancienne Manufacture d’Horlogerie Patek Philippe & Cie, S.A. W roku 1932 przedsiębiorstwo zostało wykupione przez braci Karola i Jeana Sternów. Od tego czasu do dziś przedsiębiorstwo nosi firmę Patek Philippe SA W 2009 prezesem przedsiębiorstwa został Thierry Stern (czwarte pokolenie rodziny Sternów), zaś jego ojciec Philippe Stern prezesem honorowym.

## Zegarki

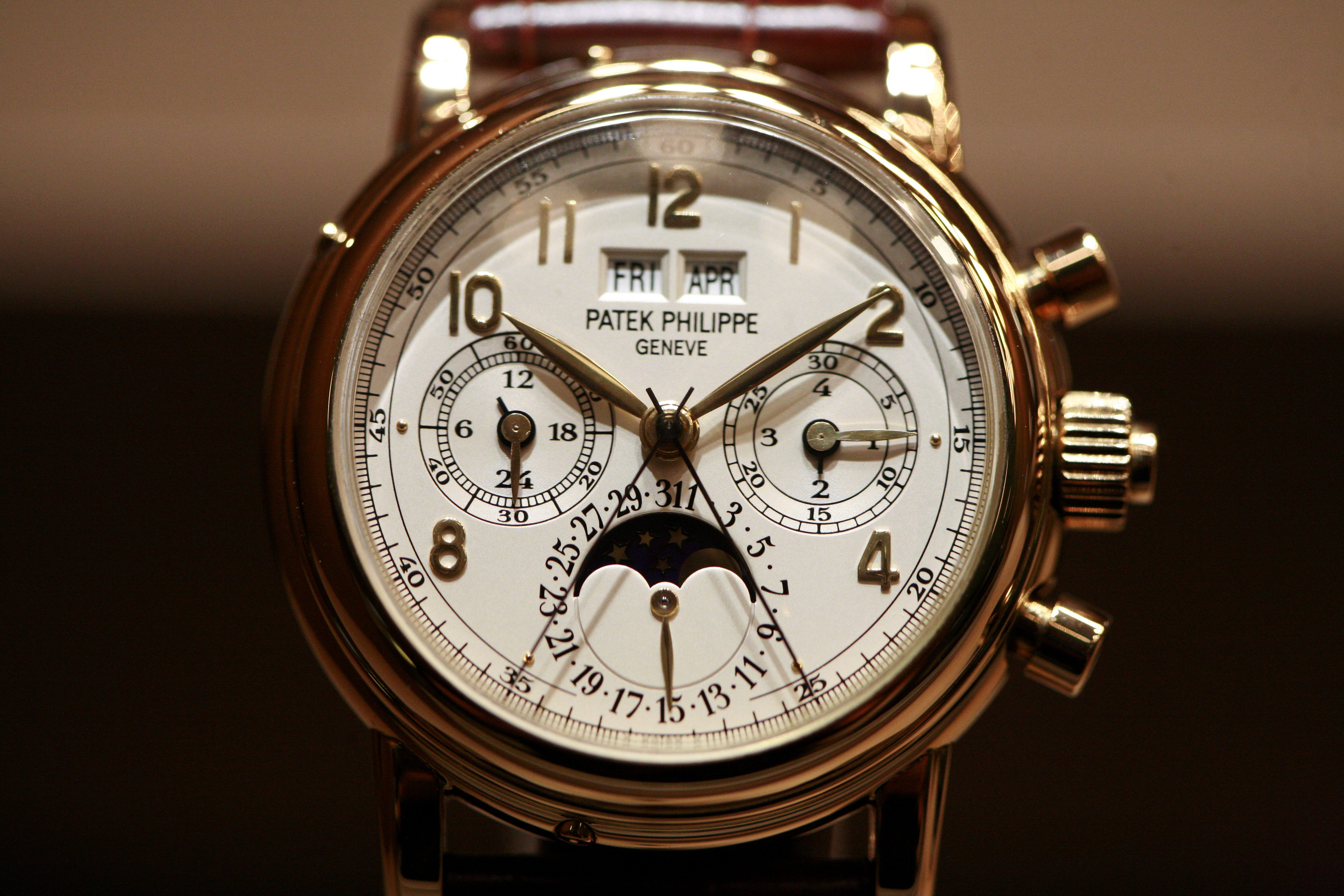
Zegarek marki Patek Philippe SA

Zegarki marki Patek-Philippe nieprzerwanie zaliczane są do najlepszych i najdroższych na świecie. W 1933 r. przedsiębiorstwo ustanowiło rekord, konstruując i sprzedając amerykańskiemu bankierowi Henry’emu Gravesowi najbardziej skomplikowany na owe czasy zegarek kieszonkowy z 24 funkcjami. Egzemplarz ten w 1999 r. na aukcji w Nowym Jorku został sprzedany za 11 mln dolarów. W 2014 roku zegarek H. Gravesa ponownie zmienił właściciela, tym razem za 24 miliony dolarów. Około roku 1935 zaprezentowano pierwszy w dziejach przedsiębiorstwa zegarek okrętowy z repetycją półgodzinną, a dwa lata później pierwsze zegarki „Word Time” (patent Cottiera) – ref. 515. W 1938 roku powstała „Calatrava” ref. 591 z tachometrem i chronografem oraz ref. 570. Ponadto powstał unikatowy ref. 1505 z rocznym, skaczącym kalendarzem. W 1946 r. powstały pierwsze zegary kwarcowe przedsiębiorstwa oraz emaliowane (mapa świata) kieszonkowe „Word Time”. W roku 1953 powstał pierwszy zegarek z naciągiem automatycznym w kolekcji Patek Philippe.
Z okazji 150. rocznicy istnienia przedsiębiorstwo wykonało kolejny najbardziej skomplikowany zegarek świata Patek Philippe Calibre 89 (zawiera 33 komplikacje mechanizmu i posiada 1728 elementów). Na początku XXI wieku Patek Philippe skonstruował Star Caliber 2000 z 21 komplikacjami, mający aż 6 indywidualnych patentów na swoje innowacje oraz zegarek z 10-dniową rezerwą chodu (zegarmistrz Y. Meunier i zespół). Patek jest jedną z nielicznych dużych manufaktur nie stosujących obcych kalibrów w swoich zegarkach, wykonujących serie z malowanymi ręcznie w technice emalii tarczami np. „Calatrava”, w 100 kompletach: „Ptaki” z 2000 r. lub „Kwiaty” z 2001 r.

## Muzeum
Otwarte w listopadzie 2001 roku muzeum przedsiębiorstwa Patek Philippe to niezwykłe miejsce w Genewie. Elegancki, czterokondygnacyjny budynek z 1920 roku, w którym prezentowana jest kolekcja ponad dwóch tysięcy niezwykłych czasomierzy, automatów, miniaturowych, emaliowanych portretów oraz innych rzadkich eksponatów. Tam w oszklonej gablocie leży dokument – akt naturalizacyjny stwierdzający, że Polak Antoni Patek herbu Prawdzic zostaje Szwajcarem. Z portretu na ścianie spogląda „Antoine Norbert de Patek”, urodzony w „Piasque en Pologne”.